# Мали Магеланов облак
Мали Магеланов облак је спирална галаксија у сазвежђу Тукан, и непосредној близини Млечног пута. Са Великим Магелановим облаком чини пар.
Деклинација објекта је - 72° 48' 0" а ректасцензија 0h 52m 38,0s. Привидна величина (магнитуда) објекта NGC 292 износи 2,2 а фотографска магнитуда 2,8. Налази се на удаљености од 0,064 милиона парсека од Сунца. NGC 292 је још познат и под ознакама ESO 29-21, A 0051-73, IRAS 00510-7306, SM, Nubecula minorPGC 3085.